# Síndrome de l'Havana
La síndrome de l'Havana fa referència a un conjunt de signes i símptomes declarats inicialment pel personal de les ambaixades dels Estats Units i el Canadà a Cuba, que es remunta a finals de 2016; i posteriorment en alguns altres països. En 2021 es van trobar casos de la síndrome en treballadors de l'ambaixada i espies en altres països com Àustria, Alemanya i els mateixos EUA.
En 2017, el llavors president dels EUA, Donald Trump, va acusar Cuba de perpetrar atacs no especificats que van causar aquests símptomes. Posteriorment, els Estats Units va reduir al mínim el personal de la seva ambaixada en resposta als suposats atacs. En 2018, diversos diplomàtics estatunidencs a la República Popular de la Xina van informar de problemes similars als declarats a Cuba; així com agents encoberts de la CIA que operaven en altres països i que estaven negociant amb aquests sobre maneres de contrarestar les operacions encobertes de Rússia.
Estudis posteriors que van tenir com a subjectes als diplomàtics presumptament afectats a Cuba, publicats en la revista JAMA en 2018, van trobar evidència que els diplomàtics havien sofert algun tipus de lesió cerebral, però van ser incapaces de determinar la causa d'aquestes lesions. Si bé no existeix un consens d'experts sobre la causa dels símptomes, un coautor de l'estudi de JAMA va considerar com a «principal sospitós» l'ús d'armes de microones. Un comitè d'experts de les Acadèmies Nacionals de Ciències, Enginyeria i Medicina dels EUA va concloure el desembre de 2020 que l'energia de microones (específicament, energia de RF premuda dirigida) "sembla haver estat el mecanisme més plausible per a explicar aquests casos que el comitè va considerar" però que "tota causa possible queda dins d'un context especulatiu".